# 西隆·基恩
西隆·麥考利·基恩（英語：Cieron Macaully Keane；1996年8月14日—）是一位愛爾蘭足球運動員，在場上的位置是後衛。他現在效力於英格蘭非職業聯賽球隊伯明翰。

## 球會生涯
2012年，西隆·基恩獲得獎學金，在狼隊青年隊學習踢球，但在2014年2月被球會放棄釋出。同年7月,他轉投英格蘭足球甲級聯賽球會諾士郡，8月19日首次職業聯賽上場參加對科尔切斯特的比賽，但在71分鐘累積兩黃而離場，最後球隊以2-1取勝。8月31日以2-1輸給布里斯托尔城的比賽，是他第二次在職業聯賽上場。球隊最終保級失敗要降級至英格蘭足球乙級聯賽，基恩是球隊季後10名放棄球員之一。
2015年8月，他與哥哥乔丹·基恩一起與英格蘭足球全國聯賽北球會紐尼頓鎮簽約加盟，8月15日他首次代表新球會上場，在77分鐘換入，球隊最後以1-0擊敗洛斯托夫特鎮。
2018年9月25日，他轉投英格蘭北部超級聯賽球會巴斯福德聯，同時間他亦繼續註冊為波士頓聯球員。之後他待過利明頓和巴拉福特公園兩家球會後，2019年11月他重返巴斯福德聯。

## 國家隊生涯
2014年9月，基恩入選愛爾蘭U19名單，在對荷蘭U19的比賽中首次上場。